# Scelio thomsoni
Scelio thomsoni är en stekelart som beskrevs av Jean-Jacques Kieffer 1913. Enligt Catalogue of Life ingår Scelio thomsoni i släktet Scelio och familjen Scelionidae, men enligt Dyntaxa är tillhörigheten istället släktet Scelio och familjen gallmyggesteklar. Arten är reproducerande i Sverige. Inga underarter finns listade i Catalogue of Life.